# Vanderhorstia nannai
Vanderhorstia nannai is een straalvinnige vissensoort uit de familie van grondels (Gobiidae). De wetenschappelijke naam van de soort is voor het eerst geldig gepubliceerd in 2005 door Winterbottom, Iwata & Kozawa.